# Mulher-fruta
Mulher-fruta é a designação dada a um fenômeno do funk carioca surgido em 2006 quando Andressa Soares, então dançarina de MC Créu, ganhou a alcunha de Mulher Melancia e trouxe na sequência uma série de dançarinas com nomes de fruta. O nome de cada fruta tinha relação a uma parte do corpo das dançarinas.
O sucesso logo se espalhou para outras mídias, fazendo com que as garotas se tornassem destaques no Carnaval no Rio de Janeiro, capas revistas eróticas, garotas-propaganda de marcas, participantes de reality shows e até referência para personagens em novelas da Rede Globo. Além disso, foram citadas na Academia Brasileira de Letras em um artigo do cronista Moacyr Scliar.

## Mulheres-fruta

### Mulher Melancia
Andressa Soares Azevedo (Rio de Janeiro, 28 de março de 1988), também conhecida como Mulher Melancia, foi dançarina do cantor MC Créu entre 2006 e 2008, sendo a primeira a receber nome de fruta. O apelido foi dado pelo jornalista Tino Júnior durante uma entrevista com Créu devido ao bumbum grande de Andressa. Anteriormente, entre 2004 e 2005, tinha sido dançarina do grupo Gaiola das Popozudas. Em 2009 seguiu a carreira como cantora de funk, chegando a emplacar sucessos como "Solteira Sim, Sozinha Nunca" e "Velocidade 6", que foi regravada pelo grupo cubano Merengue após a repercussão da original de Andressa pelas Américas.
Em 2016 abandonou a carreira para gerenciar uma importadora.

### Mulher Jaca
Dayane Cristina Soares (Rio de Janeiro, 13 de fevereiro de 1985), também conhecida como Mulher Jaca ou Dadá Cristina, foi dançarina do MC Créu entre 2006 e 2009, sendo prima da Mulher Melancia. O apelido foi dado devido às coxas grossas e torneadas. Dayane não recebeu a mesma repercussão que Andressa na imprensa e chegou a afirmar que, por ser negra, via racismo na diferença de tratamento, uma vez que raramente era chamada para programas de televisão ou trabalhos publicitários, e que se sentia rejeitada pela imprensa. Após um breve período como cantora entre 2010 e 2014, abandonou a carreira artística e investiu em sua própria marca de jeans, com a qual lucrou R$ 1 milhão em 2017. Casou-se com o americano descendente de porto-riquenhos Alvaro Gonzales em 2017 e mudou-se para os Estados Unidos.

### Mulher Moranguinho

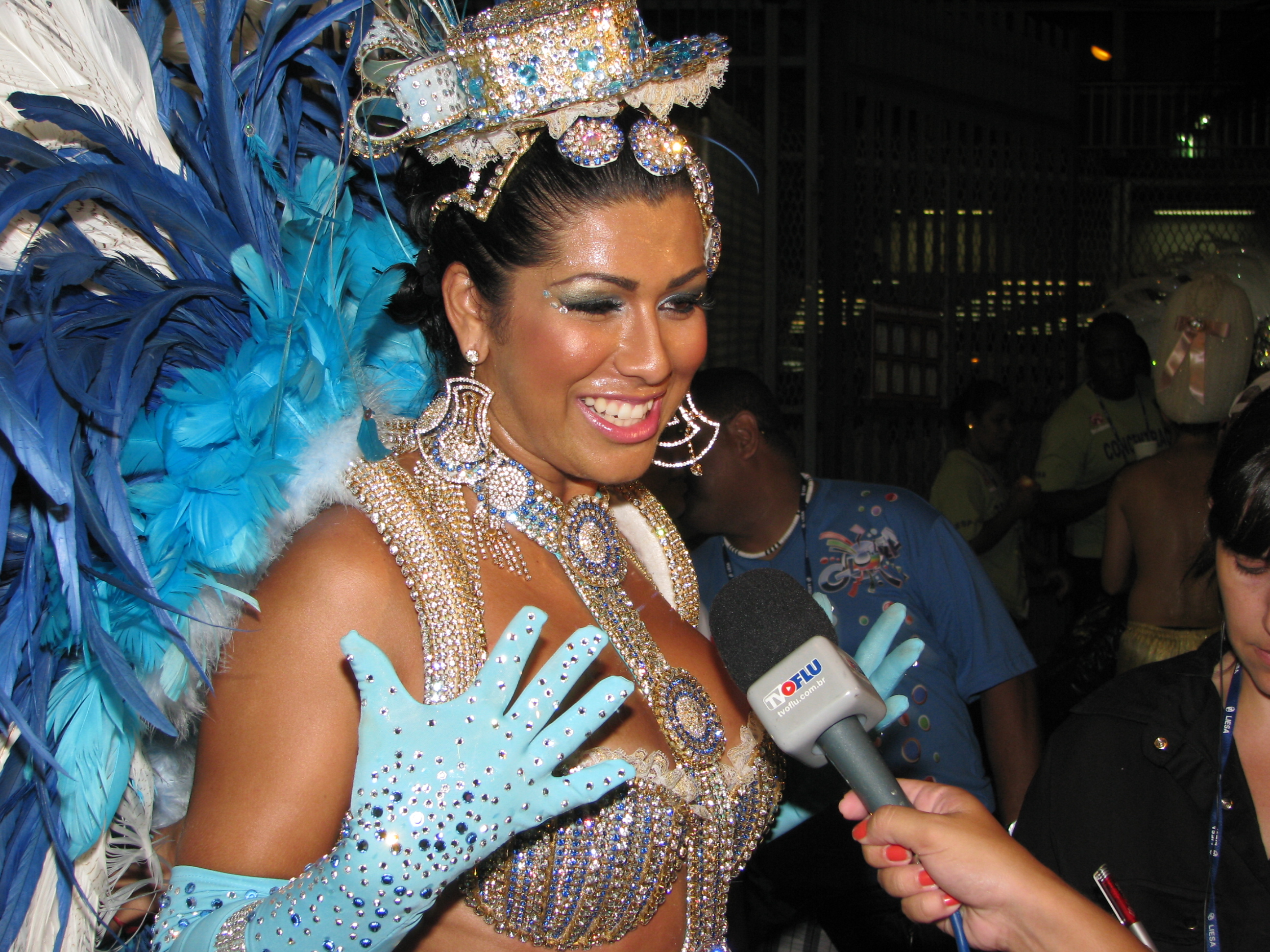
Mulher Moranguinho no Carnaval 2010

Ellen Pereira Cardoso (São Paulo, 13 de julho de 1981), também conhecida como Mulher Moranguinho, é uma dançarina, modelo, influenciadora e ex-cantora brasileira. Substituiu Andressa Soares como dançarina de MC Créu entre março e novembro de 2008. Anteriormente foi bailarina do programa O Melhor do Brasil em 2007 e dançarina do grupo e pagode Swing Baratinha entre 2004 e 2006. O nome foi dado devido aos seios pontudos.
Também tem uma breve carreira como cantora entre 2009 e 2012, antes de abandonar o lado artístico para se casar com o cantor Naldo Benny em 2013. Em dezembro de 2017 denunciou Naldo por agressão, alegando que tinha apanhado diversas vezes, porém decidiu retomar o casamento em 2018.
No dia 6 de setembro de 2022 foi confirmada como uma das participantes da décima quarta temporada do reality show A Fazenda da RecordTV. Foi a 12ª eliminada da competição, em uma Roça contra André Marinho e Bia Miranda, terminando em 6º lugar na competição.

### Mulher Melão

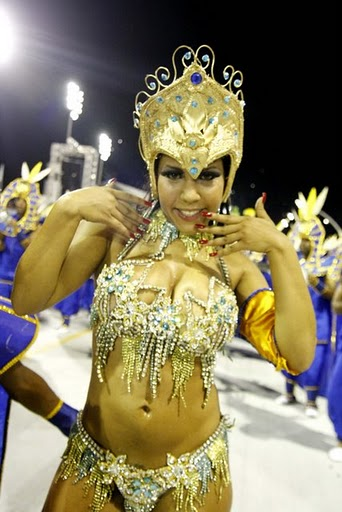
Mulher-Melão no Carnaval 2010

Renata Frisson (Balneário Camboriú, 22 de novembro de 1984), mais conhecida pelo nome artístico Mulher Melão foi dançarina do MC Frank entre 2008 e 2009, antes de partir para a carreira como cantora. O apelido também foi dado por Tino Júnior devido aos seios fartos. Em 2010, foi candidata a deputada estadual pelo PHS no Rio de Janeiro, mas não conseguiu ser eleita. Sua música "Você Quer?" tornou-se sucesso em 2011 ao ser utilizada constantemente no programa Pânico na TV.

### Mulher Maçã
Gracy Kelly (Rio de Janeiro, 5 de abril de 1989), também conhecida como Mulher Maçã, tornou-se conhecida como dançarina do MC Leozinho entre 2006 e 2008. Antes também foi dançarina do Movimento Funk Clube em 2004 e do MC Serginho em 2005. Diferente das demais, seu nome artístico foi dado por ela mesma em referência aos seios redondos. Após a morte de Steve Jobs em 2011, passou a declarar-se como "viúva" do empresário – fundador da Apple, que tem uma maçã como logo – e chegou a dizer que recebia conselhos mediúnicos dele por sonho. Em 2014 apresentou o reality show Na Intimidade, no canal erótico Sexy Hot. Em 2015 deixou a carreira e se mudou para Miami, nos Estados Unidos. Em 2017 chegou a ser dada como desaparecida durante o Furacão Irma, porém dias depois revelou que estava em um abrigo.

### Mulher Pêra
Suelen Aline Mendes Silva Cury (Guaratinguetá, 4 de dezembro de 1986), também conhecida como Mulher Pêra, foi a primeira mulher-fruta a não iniciar a carreira como dançarina. Em 2009 já surgiu como cantora e tornou-se conhecida por estar semanalmente nos debates do programa Superpop, da RedeTV!. O apelido foi adotado em referência ao quadril grande e a cintura fina. Em 2010 se candidatou ao cargo de deputada federal por São Paulo, mas obteve apenas 3.136 votos. Logo após,foi divulgado que Suelen não havia obtido nenhum voto válido, uma vez que os recebidos haviam sido anulados pelo TRE por erros na inscrição da cantora. Em 2012, ela se candidatou novamente, desta vez à vereadora na cidade de São Paulo, pelo PT do B e recebeu apenas 2.126 votos. Em 2013 aposentou a personagem Mulher Pera para apresentar o programa infantil A Fadinha do Brasil, na RedeTV!. Em 2014 abandonou a carreira artística ao se casar com Jamil Cury e se tornar empresária no ramo de jóias.

### Mulher Abacaxi
Marcela Porto, conhecida como Mulher Abacaxi, ganhou notoriedade por ter participado do Furacão 2000 e por ser a primeira mulher transsexual a conseguir o posto de "madrinha de bateria" do carnaval do Rio de Janeiro. Atualmente, Marcela é dona de uma transportadora de caminhões e faz aparições raras na mídia.

### Mulher Cereja
Fabiana Stella Braga, conhecida como Mulher Cereja, substituiu Mulher Moranguinho como dançarina do MC Créu em 2009, porém em 2010 desistiu da carreira para se tornar maquiadora. Foi a única mulher-fruta a não se lançar como cantora.

## Outras derivações

### Mulher Filé
Yani de Simone Pires da Silva (Rio de Janeiro, 21 de fevereiro de 1989), mais conhecida pelo nome artístico de Mulher Filé, se tornou famosa como dançarina do Mr. Catra entre 2007 e 2008, onde ganhou o apelido devido ao bumbum grande. Em 2009 se tornou cantora.

## Impacto cultural

### Televisão
- Em 2010, junto com Valesca Popozuda e Ângela Bismarchi, realizaram um amigo-secreto de Natal para o Hoje em Dia.[34]

- Em 2013 Robertha Portella interpretou a dançarina Dafne em Dona Xepa, na RecordTV, que apresentava-se artisticamente sob o nome de Mulher Tutti-Frutti e tinha uma rival chamada de Mulher Broa, interpretada por Jeniffer Setti.[35]

- Também em 2013 Ellen Roche interpretou a Mulher Mangaba na telenovela Sangue Bom, da Rede Globo, que tinha como rivais a Mulher Pupunha, a Mulher Saputá, a Mulher Jambolão e a Mulher Pau-de-Jacu, interpretadas por Dani Vieira, Vânia Love, Fernanda Abraão e Luiz André Alvim, respectivamente.[36]

- O reality show A Fazenda teve a participação de três mulheres-fruta: Andressa Soares, a Mulher-Melancia, na terceira temporada (2010), Yani de Simone, a Mulher-Filé, na sexta temporada (2013) e Ellen Cardoso, a Mulher-Moranguinho, na décima quarta temporada (2022).

### Música
Em setembro de 2008 o grupo de funk Gaiola das Popozudas, liderado por Valesca Popozuda, lançou a música "Fruta Tá na Feira", no qual debochava e provocava as mulheres-fruta, citando Jaca, Melancia, Moranguinho e Melão.